# Aeroportul Milano–Linate
Aeroportul Milano-Linate (în italiană Aeroporto di Milano-Linate) (IATA: LIN, ICAO: LIML) este un aeroport din Segrate, Metropolitan City of Milan⁠(d), Lombardia, Italia ce deservește zona Milano. Aeroportul a fost tranzitat în 2023 de 9.426.784 de pasageri. A fost deschis în 1937 și numit după zona deservită.
Situat la o altitudine de 107 m, aeroportul dispune de 3 piste. Este operat de Società Esercizi Aeroportuali SEA⁠(d).

## Infrastructură

### Piste
Aeroportul dispune de 3 piste: 
- pista 18/36 din asfalt, cu dimensiunile 2.442 m ×
- pista 17/35 din asfalt, cu dimensiunile 600 m × 28 m
- pista H1 din asfalt, cu dimensiunile 28 m × 28 m